# 룽정쉬안
룽정쉬안(중국어 간체자: 龙政璇, 정체자: 龍政璇, 병음: Lóng Zhèngxuán, 한자음: 용정선, 1993년 10월 27일 ~ )은 중국의 배우이다.

## 출연작

### 드라마
- 2017년 동방 위성 텔레비전 동방극장 《일립홍진》 - 쉬완라이 역
- 2018년 후난위성텔레비전 금응독파극장 《담판관》 - 추이시 역
- 2018년 유쿠 웹드라마 《열화여가》 - 봉황 역
- 2018년 유쿠 웹드라마 《청춘연애》 - 엘사 역
- 2019년 망고 TV 웹드라마 《아적파새동》 - 임화음 역
- 2020년 텐센트 웹드라마 《금수남가》 - 왕자금 역
- 2021년 장쑤 위성 텔레비전 행복극장 《심도원계획》 - 방란 역